# Pont Ezequiel Demonty
Le pont Ezequiel Demonty (en espagnol Puente Ezequiel Demonty), anciennement (jusqu’en 2015) — et encore communément — appelé pont Alsina, est un pont situé dans la proche banlieue sud de Buenos Aires. Enjambant le fleuve Riachuelo, il relie, par le biais de l’avenue Sáenz, le quartier de Nueva Pompeya au nord, qui fait partie de la ville autonome de Buenos Aires, avec la localité de Valentín Alsina au sud, laquelle appartient au partido de Lanús, dans la province de Buenos Aires. Édifié entre 1932 et 1938, il se signale par la présence, au niveau de ses culées, sur les deux rives du fleuve, d’un monumental double portail de style néo-baroque colonial. Il eut originellement pour nom officiel Puente José Félix Uriburu, en hommage au dictateur arrivé au pouvoir à la faveur d’un coup d’État en 1930 ; cependant, en 2002, il fut décidé de le rebaptiser Puente Valentín Alsina, rétablissant ainsi le nom porté par les deux ponts (l’un en bois, l’autre en acier) qui avaient antérieurement occupé le même emplacement pendant la seconde moitié du XIXe siècle et les premières décennies du XXe. En vertu d’un résolution de la municipalité de Buenos Aires, le pont porte depuis 2015 officiellement le nom de Puente Ezequiel Demonty.

## Histoire

### Prédécesseurs
En 1855, Enrique Ochoa de Zuazola y Elorringa, d’origine basque, sollicita et obtint l’autorisation de construire un pont sur le fleuve Riachuelo, à la hauteur du gué connu sous le nom de Paso de Burgos. Cependant, le pont, construit en maçonnerie, et sur le point d’être achevé, fut emporté par une crue. L’année suivante, Zuazola entreprit une nouvelle tentative avec de nouveau un pont en maçonnerie, mais en confia les travaux à l’ingénieur d’origine savoyarde Charles Henri Pellegrini. Toutefois, lorsque le pont était en passe d’être terminé, il fut derechef détruit par une violente crue.
Lors d’une troisième tentative, où furent utilisés des poutres d’urunday, de schinopsis et de tabebuia, les travaux purent être menés à leur terme, et le nouvel ouvrage, baptisé du nom de celui qui avait été peu auparavant gouverneur de Buenos Aires, Valentín Alsina, fut inauguré le 26 novembre 1859. Comme il avait été construit avec des fonds privés, les usagers devaient s’acquitter d’un péage pour l’utiliser. 
En 1880, dans le contexte du conflit entre le gouvernorat de la province de Buenos Aires et le gouvernement fédéral argentin sur la question de la fédéralisation de la ville de Buenos Aires (c’est-à-dire sur le projet visant à mettre la capitale argentine sous la tutelle directe de l’autorité fédérale), les forces nationales, sous le commandement du colonel Eduardo Racedo livrèrent aux alentours du pont une bataille sanglante contre les troupes provinciales bonaerenses, emmenées par le colonel José Inocencio Arias ; les combats, qui laissèrent de nombreux morts, virent la victoire de ces dernières et entreront dans l’histoire sous le nom de bataille de Puente Alsina. En 1885, après que Buenos Aires eut néanmoins été fédéralisée, le gouvernement national fit acquisition de l’ouvrage moyennant indemnisation appropriée. 
Le 5 juin 1888, à 3 heures 20 UTC-3, le pont eut à subir une forte secousse sismique de magnitude 5,5 environ sur l’échelle de Richter, dans le cadre du tremblement de terre du Río de la Plata de 1888.
En 1910, compte tenu du mauvais état dans lequel il se trouvait, le pont fut remplacé, à titre provisoire, par une construction en fer.

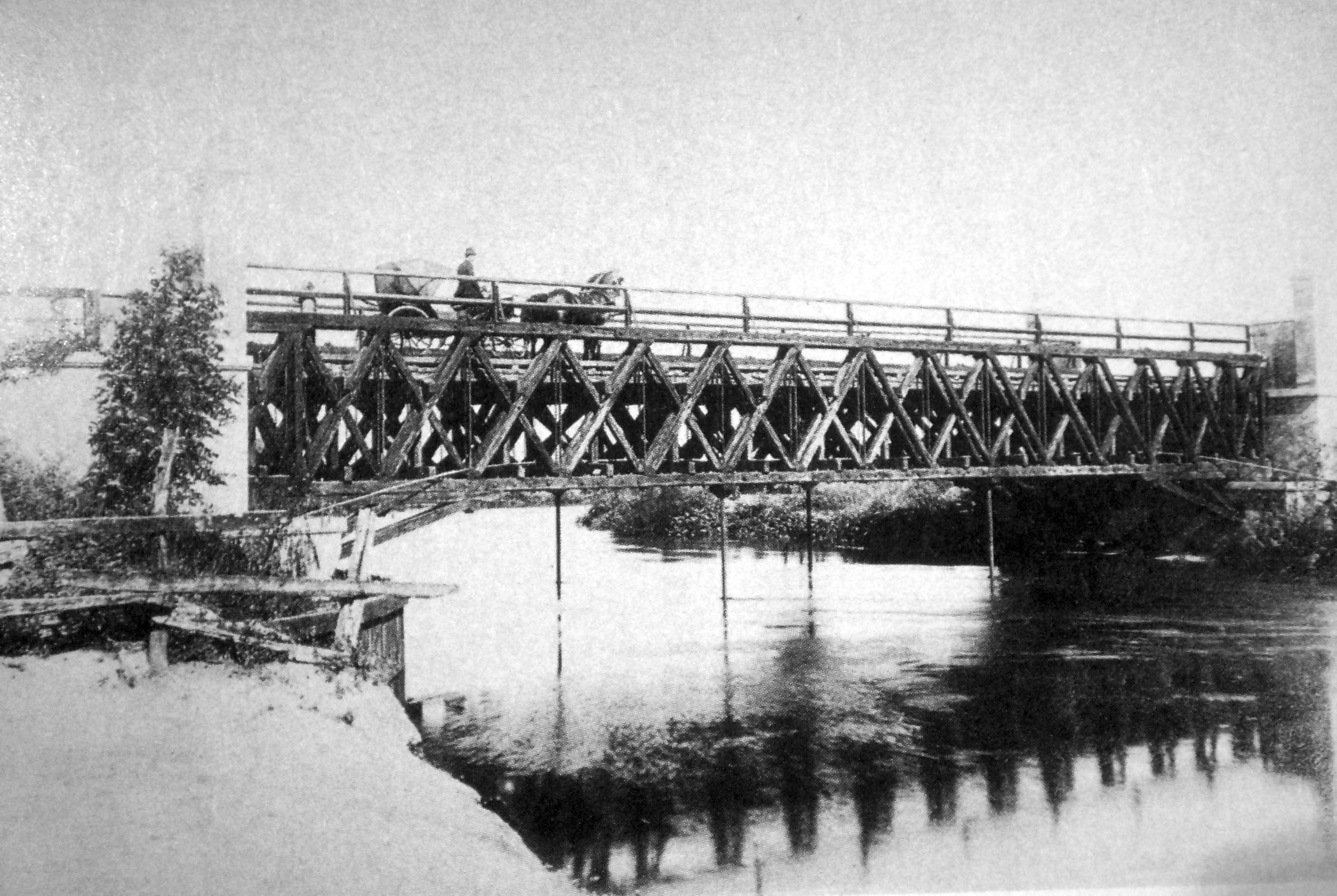
L’ancien pont de bois, en 1890.
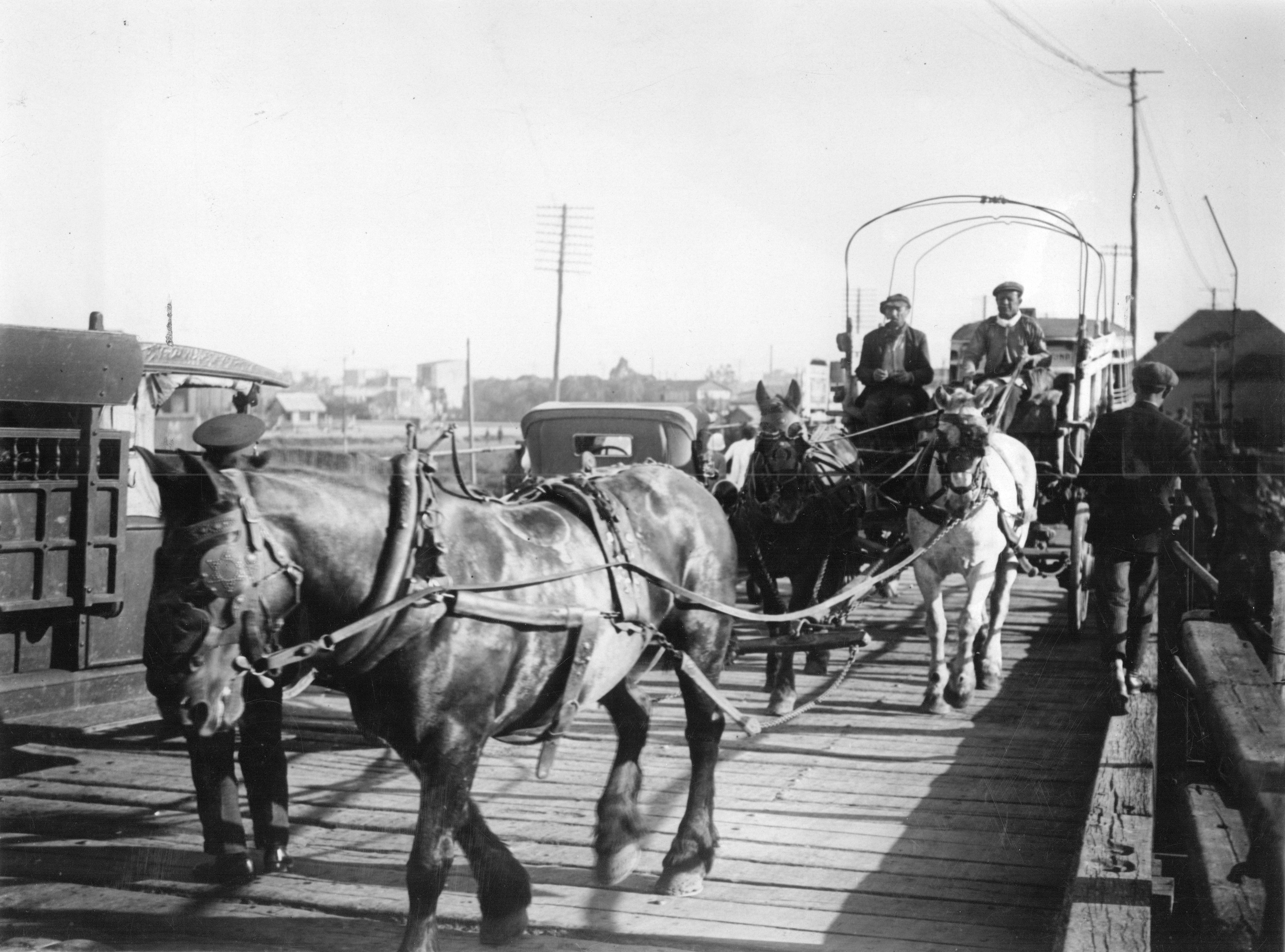
Le pont Alsina dans sa version d’acier, en 1928.

### Pont actuel
L’initiative du pont actuel revient au Dr Pablo Calatayud, ministre des Travaux publics sous le lieutenant-général José Félix Uriburu, qui gouverna l’Argentine entre 1930 et 1932 au titre de président de la république de facto. L’ouvrage, édifié selon les plans de l’ingénieur José Calixto Álvarez, a ceci de singulier qu’il comporte, à la hauteur de ses culées, des porches d’accès en style néocolonial espagnol. Mis en service le 26 novembre 1938, il sera rebaptisé quelques années plus tard du nom du général Uriburu. 
Les travaux de construction débutèrent dans les derniers mois de 1932, et le montage de la partie métallique du pont commença en février 1937, lorsque s’en furent revenus d’Allemagne les ingénieurs Gutiérrez Salinas et William George Adair, dépêchés en Europe par le président Justo en août 1935. Le nouveau pont fut construit auprès de l’ancien, un peu en aval. Cette même année 1937, les constructeurs achevèrent de monter les parties fixes.  
Le pont, composé de deux ponts juxtaposés identiques, dispose de deux rampes d’accès, d’une inclinaison de 2,75%, à l’usage exclusif des véhicules, tandis que les piétons peuvent y accéder par des escaliers aménagés à la hauteur des culées. Sous la rampe côté province (sud) court la ligne de chemin de fer à voie unique de l’ancienne compagnie ferroviaire Midland de Buenos Aires (l’actuelle ligne Belgrano Sur),.
Pendant le déroulement des travaux, l’entreprise de construction dut réaliser une déviation côté province pour assurer l’accessibilité de l’ancien pont, vu que les voies du chemin de fer Midland empêchaient d’accéder à cette structure. D’autre part, le vieux pont étant dépourvu de trottoirs, et eu égard à l’important trafic de véhicules et au danger que cela représentait pour les piétons, il fallut doubler ce pont d’une passerelle en surplomb réservée à ces derniers.

### Changements de dénomination
En 2002, la législature de Buenos Aires adopta une loi restituant à l’ouvrage son ancien nom de Puente Alsina. En 2015 pourtant, cette même assemblée portègne prit une loi tendant à rebaptiser le pont du nom de Puente Ezequiel Demonty en l’honneur d’Ezequiel Demonty, jeune homme de 19 ans victime de brutalités policières, qui fut torturé par des agents du 34e commissariat puis contraint de se jeter dans le Río Matanza-Riachuelo en septembre 2002,.

## Spécifications techniques
Le pont Alsina présente les caractéristiques suivantes :
- Longueur du pont d’une culée à l’autre : 173,16 m
- Portée des portions de pont entre pile et culée : 65,33 m
- Portée de la portion centrale mobile : 42,50 m
- Largeur utile de la chaussée : 18,00 m, répartis en six bandes de circulation de 3 m chacune.
- Deux accès extérieurs (escalier), d’une largeur de 3 m chacun.
- Angle formé avec l’axe du cours d’eau : 64° 26′ 40″

Les contrepoids et le revêtement de la chaussée pèsent 1410 tonnes pour chacun des deux ponts juxtaposés. La partie basculante atteint, lorsqu’élevée au maximum, une hauteur de 59 m au-dessus du plan de la surface carrossable.

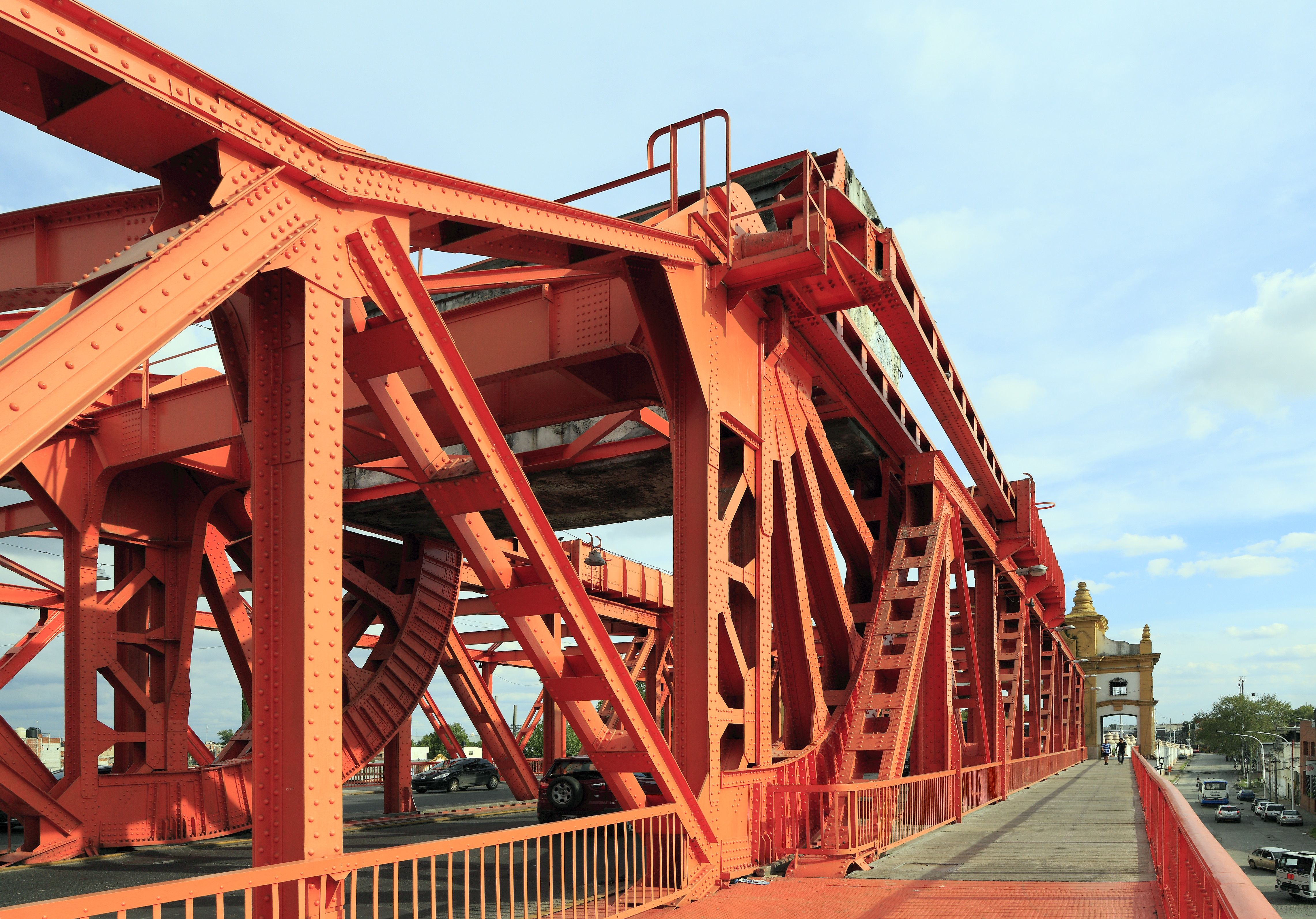
Le pont après sa rénovation en 2017, avec vue sur le passage piétonnier.
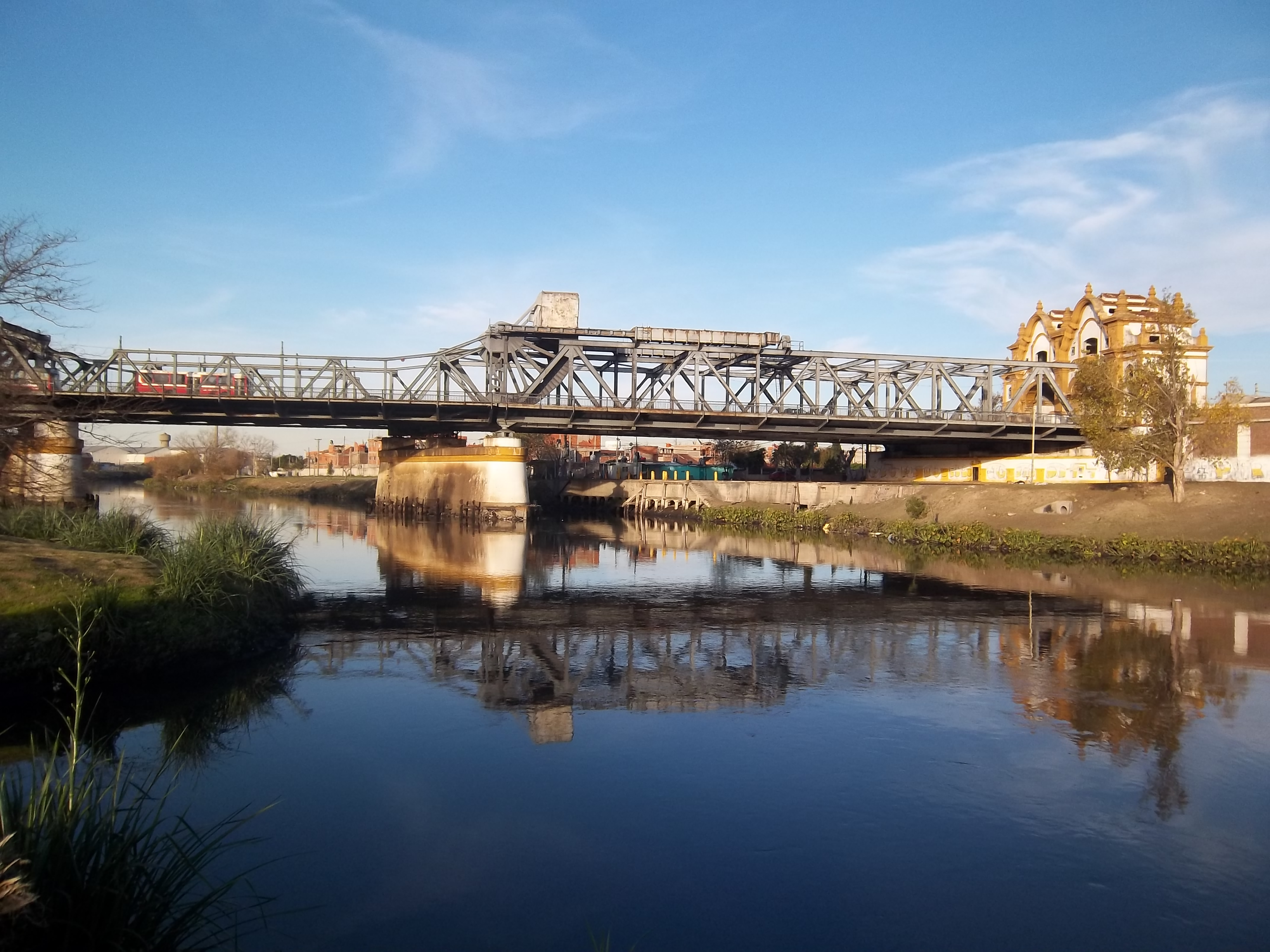
Le pont vu de l’est. À gauche, entre les deux piles, la partie basculante. À droite, porches sur la rive nord du Riachuelo.
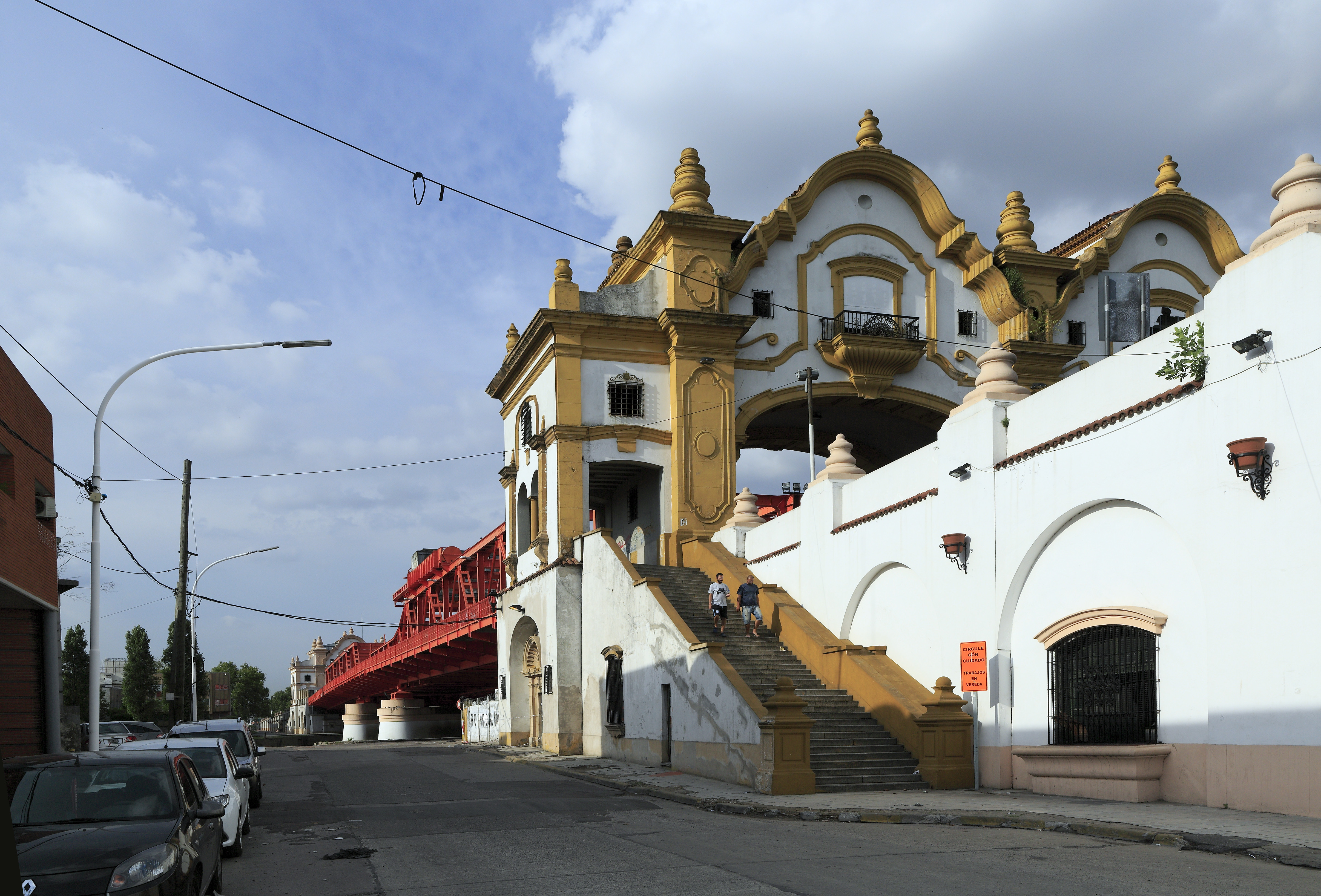
Le pont vu du sud, avec l’escalier (pour piétons) menant au porche d’accès.

## Le pont Alsina dans la culture populaire
En raison de son caractère monumental et de son rôle de point de passage obligatoire entre, d’une part, au nord, le quartier de Nueva Pompeya, faubourg sud de la Ville autonome de Buenos Aires, et d’autre part, au sud, la localité de Valentín Alsina, sise sur la rive méridionale du Riachuelo et appartenant au partido de Lanús, ce pont en est venu à faire figure d’icône de la banlieue sud (Sur) de la capitale argentine. Ses portails baroques avec ses pignons chantournés ont laissé une empreinte durable dans l’esprit des milliers de personnes qui l’empruntent quotidiennement pour traverser le Riachuelo.
Le Puente Alsina a été et continue d’être une source d’inspiration pour nombre d’artistes, qui l’ont immortalisé dans la musique, la peinture et la poésie. Son aspect élégant contraste avec la zone urbaine périphérique et décadente qui l’environne. C’est le pont tanguero dans tous les sens du terme, d’abord parce qu’il est localisé dans le berceau même de ce genre musical, ensuite parce qu’il constitue un tronçon commun sur le trajet quotidien de beaucoup de gens qui, en le franchissant, évoquent ou imaginent des histoires d’amour, d’espérance et de trahison. En considération de son histoire et dans le but de mettre pleinement en valeur son patrimoine, c’est là que fut établi, à l’initiative du gouvernement de la ville de Buenos Aires, le Polo Bandoneón, espace où s’enseigne le maniement de cet instrument, en plus d’héberger des ateliers de lutherie, une école d’acrobaties de cirque, entre autres activités culturelles.
Il y a dans la littérature portègne quelques allusions au pont Alsina, ainsi p. ex. le tango Puente Alsina, interprété par Jorge Vidal (Orquesta Osvaldo Pugliese), sur des paroles de Benjamín Tagle Lara :
« « Puente Alsina » »
« Pont Alsina »
| Puente Alsina, que ayer fueras mi regazo de un zarpazo la avenida te alcanzó... Viejo puente, solitario y confidente, sos la marca que, en la frente, el progreso le ha dejado al suburbio rebelado que a su paso sucumbió. | Pont Alsina, hier tu étais mon giron En un coup de patte l’avenue t’a rejoint... Vieux pont, solitaire et confident, Tu es la marque qui, sur le front, le progrès a déposé au faubourg rebellé qui à ton passage succomba. |

Le pont est aussi le décor du film Puente Alsina, réalisé par José Agustín Ferreyra et sorti en salle en août 1935, avec dans les rôles principaux Delia Durruty et José Gola. La fille de l’ingénieur chargé de diriger les travaux de construction du pont accomplit un geste d’émancipation sociale en rompant avec son fiancé, individu assez borné, après s’être épris d’un ouvrier.